# Vanina Vanini (film din 1963)
Vanina Vanini (titlul original: în germană Vanina Vanini) este un film dramatic de televiziune est-german din studioul DEFA, realizat în 1963 de regizorul Helmut Schiemann după romanul omonim al scriitorului Stendhal. Protagoniștii filmului sunt actorii Annekathrin Bürger, Reimar Johanes Baur, Erika Pelikowsky și Peter Sturm.

## Rezumat
Într-o minunată noapte de vară din 1824, nobilii cavaleri dintr-un palat aflat în Piazza Venezia o aleg pe frumoasa fiică de prinț Vanina Vanini ca regină a balului. În același timp, tânărul roman Pietro Missirilli reușește să evadeze din Castelul Sant'Angelo, unde a fost adus și pus în lanțuri pentru că era un admirator înfocat al unei Italii care încă nu exista. Condițiile actuale nedemne în care nobilimea ducea o viață fastuoasă sub patronajul Habsburgilor, sistemul provincial a făcut afacerile extrem de dificile pentru burghezie, iar fermierilor le lipseau cele mai elementare necesități ale vieții ca urmare a dobânzilor și impozitelor mari pe care Missirilli și camarazii săi nu mai acceptau toate acestea și puteau și voiau să le schimbe. Ei se numeau carbonari pentru că întâlnirile lor secrete aveau loc în colibe îndepărtate ale cărbunarilor.
În timpul evadării sale, Missirilli este grav rănit dar din fericire pentru el un nobil de rang înalt, prințul Vanini, îl duce în palatul său. Aici fiica sa, Vanina, ajunge să-l cunoască și să se îndrăgostească de tânărul revoluționar. Dar cursul următor al povestirii arată un lucru: fiica prințului în dragostea ei nu se teme de pericol, dar în pasiunea ei nu se sfiește nici de trădare.

## Distribuție
- Annekathrin Bürger – Vanina Vanini
- Reimar Johanes Baur – Pietro Missirilli
- Erika Pelikowsky – contesa Vitteleschi
- Peter Sturm – prințul Asdrubale Vanini
- Alfred Struwe – prințul Livio Savelli
- Harry Hindemith – Monsignore Savelli-Catanzara
- Brigitte Lindenberg – Martona
- Dietmar Richter-Reinick – Wundarzt
- Fritz Hofbauer – Antonio
- Herbert-Wolfgang Krause – Silvio
- Hans-Ulrich Lauffer – un oaspete
- Walter E. Fuß – administratorul
- Sarah Wilsky – hangița
- Horst Schäfer – Vincenzo
- Hans Sievers – cavalerul
- Friedrich Teitge – servitorul guvernatorului
- Egon Geißler – un gardian
- Benno Mieth – un gardian
- Hans Hardt-Hardtloff – un gardian la poartă
- Eberhardt Wintzen – un gardian la poartă
- Horst Wünsch – gardianul Forelli
- Otto-Erich Edenharter – gardian
- Joachim Tomaschewsky – cardinalul
- Fritz Decho – ofițerul
- Heinz-Walter Mörke – servitorul contesei

## Lansare
Filmul „Vanina Vanini” a avut premiera în RDG pe data de 25 decembrie 1963.
În România premiera filmului a avut loc la data de 7 martie 1966 la cinematografele „Luceafărul” și „Grivița” din capitală.